# 東突厥斯坦共和國流亡政府
東突厥斯坦流亡政府（维吾尔语：شەرقىي تۈركىستان سۈرگۈندى ھۆكۈمىتى，拉丁维文：Sherqiy Türkistan Sürgündi Hökümiti）是一個以議會為基礎的流亡政府，由維吾爾族、哈薩克族和來自東突厥斯坦（新疆）的其他民族所建立，其總部設在華盛頓特區。該組織聲稱其是在國際舞台上代表東突厥斯坦及其人民的唯一機構。
儘管東突流亡政府在美國國會大廈HC-6室宣佈成立，但美國尚未承認東突流亡政府及其所聲稱的領土。自2004年9月以來，中華人民共和國一直對東突流亡政府的成立表示強烈反對，而且從不承認。

## 地位
東突流亡政府認為目前中華人民共和國所控制是非法的軍事佔領。東突流亡政府的立场是東突厥斯坦與其人民有著漫長的獨立歷史。東突流亡政府官員並不認為自己是「分離主義者」，他們表示「你不能從不屬於你的東西中分離出來」。而中華人民共和國認為，該地區「早就是中國的一部分」，但中國共產黨支持三區革命。
東突流亡政府稱自己是实行民主選舉和議會制度的流亡政府，訴求是結束「中國對東突厥斯坦的佔領和殖民」。中國稱東突厥斯坦為新疆維吾爾自治區，而東突流亡政府則要求「恢復東突厥斯坦的獨立」，並將採取民主的議會共和制的形式，保護該地區所有人的公民自由。自成立以來，東突流亡政府已經於2004年、2006年、2008年、2009年、2011年、2013年、2015年和2019年召開了八次大會。政府總部設在華盛頓特區，那里居住著大量的維吾爾族，但其成員分佈在十幾個國家。

## 形成
2004年初，東突厥斯坦民族中心内部在選擇獨立或自治的問題上發生了分歧，並進一步導致了世界維吾爾代表大會和東突流亡政府的形成。前者拒絕獨立主張自治，而後者則拒絕自治主張獨立。2004年9月14日，在安瓦爾·玉素甫·圖拉尼的領導下，全球東突厥斯坦社區成員在美國國會大廈HC-6室正式宣布東突厥斯坦流亡政府成立。阿赫马特·伊甘巴迪被與會代表選為總統，他曾是1992年成立的東突厥斯坦國際大會的首任主席。而圖拉尼則當選總理。

## 領導人

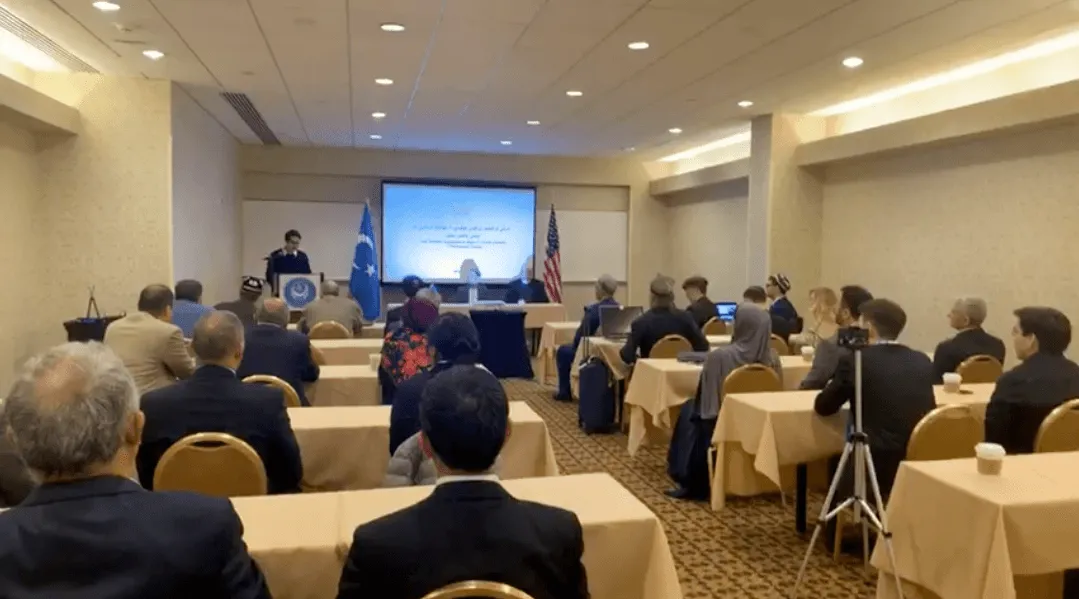
東突流亡政府第八屆大會開幕（2019年11月10日）

### 政府領導人
該流亡政府是由國際上一些東突厥斯坦和維吾爾族團體組成的，其領導人分佈在多個國家。目前的領導人是2019年11月11日在華盛頓特區舉行的第八屆大會選舉後宣布的。
| 職位                     | 姓名                              | 所在國      | 照片 |
| ------------------------ | --------------------------------- | ----------- | ---- |
| 總統                     | 古拉姆·奧斯曼·樣磨                | 加拿大      |      |
| 總理                     | 薩利赫·胡達亞爾                   | 美國        |      |
| 副總統                   | 阿布都拉哈特·努爾                 | 加拿大      |      |
| 副總理                   | 阿吉·馬赫穆特 米爾卡迪爾·米爾匝特 | 加拿大 法國 |      |
| 內政部長                 | 奴爾艾合買提·庫爾班               | 瑞士        |      |
| 財政部長                 | 安瓦爾·亞辛博士                   | 日本        |      |
| 教育與文化部長           | 買買提·力提甫教授                 | 日本        |      |
| 新聞與通訊部長           | Hashimjan Turak                   | 加拿大      |      |
| 宗教與構建宗教間和諧部長 | 阿卜杜拉·霍賈                     | 法國        |      |
| 維吾爾族發言人           | 阿力木江·買買提                   | 德國        |      |

### 議會領導人
議會是東突流亡政府的立法部門。该議會同樣是由國際上的一些成員組成的，其領導人亦分佈在多個國家。2019年11月11日，東突流亡政府在第8屆大會選舉後宣布了目前的議會領導人。議會由6個委員會組成，幫助監督政府的不同部門。
| 職位       | 姓名            | 所在國 |
| ---------- | --------------- | ------ |
| 議會議長   | 歐斯馬漾·吐爾遜 | 挪威   |
| 副議會議長 | Yarmemet Barat  | 美國   |
| 國会秘书   | 吐爾遜·薩姆蘇丁 | 德國   |

### 總理
2019年11月11日，在第八屆東突厥斯坦流亡政府大會上，年輕的維吾爾族獨立活動人士、東突厥斯坦民族覺醒運動創始人薩利赫·胡達亞爾被選為東突流亡政府的第四任總理。

### 總統
艾合買提江·奧斯曼，維吾爾族詩人，2015年11月至2018年10月擔任總統，他因違反東突流亡政府憲法而被彈劾。
古拉姆·奧斯曼·樣磨，維吾爾族作家、詩人、資深獨立領袖，在第八屆大會上被選為總統。

## 往屆領導人

### 2004-2006
| 職位     | 姓名                                   | 所在國   | 照片 |
| -------- | -------------------------------------- | -------- | ---- |
| 總理     | 安瓦爾·玉素甫·圖拉尼（於2006年被彈劾） | 美國     |      |
| 總統     | 阿赫马特·伊甘巴迪                      | 澳大利亞 |      |
| 議會議長 | 蘇爾坦·馬赫穆特·喀什噶里教授           | 澳大利亞 |      |

### 2006-2009
| 職位     | 姓名                         | 所在國   |
| -------- | ---------------------------- | -------- |
| 總理     | Damiyan Rahmet               | 澳大利亞 |
| 總統     | 阿赫邁提·伊幹別提            | 澳大利亞 |
| 議會議長 | 蘇爾坦·馬赫穆特·喀什噶里教授 | 土耳其   |

### 2009-2015
| 職位     | 姓名                         | 所在國   |
| -------- | ---------------------------- | -------- |
| 總理     | 伊斯梅爾·契尼茲              | 土耳其   |
| 總統     | 阿赫邁提·伊幹別提            | 澳大利亞 |
| 副總統   | Hizirbek Gayretullah         | 土耳其   |
| 議會議長 | 蘇爾坦·馬赫穆特·喀什噶里教授 | 澳大利亞 |

### 2015-2019
| 職位     | 姓名                                          | 所在國 |
| -------- | --------------------------------------------- | ------ |
| 總理     | 伊斯梅爾·契尼茲（於2019年4月被彈劾）          | 土耳其 |
| 代理總理 | 阿布都拉哈特·努爾（2019年4月 - 2019年11月）   | 加拿大 |
| 總統     | 阿吉·馬赫穆特（於2018年10月被彈劾）           | 加拿大 |
| 代理總統 | 古拉姆·奧斯曼·樣磨（2018年10月 - 2019年11月） | 加拿大 |
| 副總統   | Hizirbek Gayretullah                          | 土耳其 |
| 議會議長 | 库热西·阿塔汗                                 | 德國   |

## 活動
東突流亡政府開展了廣泛的宣傳活動，旨在提高人們對東突厥斯坦各民族人權狀況的認識，包括維吾爾族、哈薩克族、吉爾吉斯族等。該政府明確主張恢復東突厥斯坦的獨立，其成員主要活躍於美國國會、加拿大政府、歐盟成員國、北約、日本和印度。2020年3月，在新當選的胡達亞爾總理的領導下，東突流亡政府和東突厥斯坦社區成員會見了美國眾議員泰德·約霍，並邀請他就東突厥斯坦問題在美國眾議院發表演講。約霍稱東突厥斯坦是一個「被佔領的國家」，並譴責中國對維吾爾族、哈薩克族、吉爾吉斯族和其他突厥民族進行種族滅絕。
東突流亡政府本無意偏向任何黨派，但在東突厥斯坦問題上得到了共和黨更多的支持。而總理則在保守派媒體上不定期露面，包括在史蒂夫·班農的作戰室做客。2019年11月，美國國家安全會議前戰略計劃總監，退休的美國空軍准將羅伯特·斯伯丁、美國國防部前中國事務主任約瑟夫·博斯科，和其他政局分析專家参加了東突流亡政府第八屆大會，並發表了講話。
2020年6月，東突流亡政府對反對「中華帝國主義」的組織表示支持，包括許多維吾爾族，滿族和藏族的獨立運動團體，並且致函美國國務院，歐洲聯盟理事會，以及印度、日本和英國的外交部長。政府在信中表示拒絕「中國的佔領」，並呼籲「國際社會幫助各民族達成一項民主決議，給予東突厥斯坦、滿洲、南蒙古和西藏完全的民族獨立。」
據報導，2020年7月6日，「東突厥斯坦流亡政府」和「東突厥斯坦民族覺醒運動」向國際刑事法院起訴包括習近平在內的中華人民共和國現任和前任中國官員。
東突流亡政府讚揚了《維吾爾人權政策法案》的通過，該法案要求美國政府各機構報告新疆人權問題。隨後政府也向美國總統唐納·川普和美國國會表示了感謝。東突流亡政府表示，「我們希望這將是東突厥斯坦恢復自由和獨立的第一步。」
2020年7月14日，東突流亡政府與64名加拿大國會議員和20個組織簽署聯合信，敦促加拿大總理賈斯汀·杜魯道、副總理方慧蘭和外交部長商鵬飛制裁部分中國內地和香港官員，因為這些官員「對發生在西藏、香港和被佔領的東突厥斯坦的人權暴行負有直接責任」。
2020年8月15日，胡達亞爾在印度獨立74週年紀念日之際，向印度表示了問候。他表示「中國在東突厥斯坦長達數十年的佔領和種族滅絕告訴我們，沒有獨立，就沒有辦法保障最基本的人權、自由和生存。」胡達亞爾總理表示希望印度人珍惜、捍衛並尊重獨立。
2020年8月28日，東突流亡政府分別在阿得雷德、東京、法蘭克福、海牙、巴黎、紐約、華盛頓特區和愛蒙頓舉行了全球示威，抗議中國對維吾爾族和其他突厥民族的暴行，並敦促國際社會承認中國實施種族滅絕，同時承認「東突厥斯坦是一個被佔領的國家」。

### 國際刑事法庭訴訟案
2020年7月6日，據《紐約時報》和《華爾街日報》報導，東突流亡政府和東突民族覺醒運動向國際刑事法庭提出訴訟請求，敦促其在數月內完成對中國官員的調查和起訴。起訴內容包括種族滅絕等反人類罪行。這是首次有組織試圖利用國際法律平台，就嚴重侵犯東突厥斯坦穆斯林的人權向中國提出指控。這份長達80頁的訴狀包括一份名單，其中有30多位中國高級官員的名字，中共中央總書記習近平也在其中。東突流亡政府認為習近平應對這些暴行負責。第二天，東突流亡政府和東突厥斯坦民族覺醒運動在華盛頓特區和海牙舉行了在線新聞發布會。胡達亞爾向自由亞洲電台華語頻道表示，「我們被中國和中共壓迫的如此之久，遭受的苦難如此之多，對我們人民的種族滅絕不能再被忽視了。」
2020年7月9日，美國政府對新疆黨委書記陳全國、副書記朱海侖等3名中國高級官員實施了製裁，他們亦在前文所述的指控名單當中。胡達亞爾對自由亞洲電台表示，東突政府對制裁這些官員表示歡迎，維吾爾人希望得到真正的正義。他指出，國際刑事法庭應當以侵犯人權的罪名審判中國官員，並引用了二戰後納粹黨高級官員接受紐倫堡審判的例子。

### 反「東伊運」污名化
東突流亡政府是唯一一個公開主張將「東突厥斯坦伊斯蘭運動」從恐怖組織名單中除名的維吾爾族組織。他們認為東伊運是中國捏造的，目的是「把維吾爾族錯誤地描繪成恐怖分子」。2020年9月11日，東突流亡政府召開新聞發布會，譴責「東伊運」是「中國捏造」，並宣稱「21世紀恐怖主義的最大受害者是東突厥斯坦及其人民」。2020年10月，時任美國國務卿邁克·蓬佩奧下令將東伊運從美國國務院公佈的外國恐怖組織名單中除名。該指令於2020年11月5日公佈，美國國務院之所以做出這一決定，是因為「十多年來，沒有可信證據表明東伊運仍然存在」。
東突流亡政府對美國政府將東伊運從恐怖組織名單中除名表示感謝，並敦促其他國家也做出同樣決定。而中方則指責美國採取雙重標準。

### 認定中國實施種族滅絕
「東突厥斯坦民族覺醒運動」和「東突厥斯坦流亡政府」是第一批將中國對東突厥斯坦維吾爾族和其他突厥人的壓迫稱為種族滅絕的維吾爾族團體，並積極勸說美國和其他國家承認這一點。多年來，東突流亡政府和東突民族覺醒運動多次舉行示威、新聞發布會等活動，敦促世界承認中國在東突厥斯坦的種族滅絕行為。2020年10月，東突流亡政府成功說服加拿大議會承認中國政府實施種族滅絕，其後東突流亡政府對此表示感謝，並敦促加拿大政府也正式承認這一點。之後他們還成功遊說美國參議院提出種族滅絕決議，並敦促美國政府承認種族滅絕。
2021年1月11日，東突流亡政府發表了一份新聞稿，敦促川普政府在2021年1月20日前承認中國政府對東突厥斯坦的維吾爾族和其他突厥人實施種族滅絕。2021年1月19日，美國國務院正式將中國對維吾爾族和其他突厥民族的暴行定性為種族滅絕。胡達亞爾告訴《華爾街日報》，兩年來，東突流亡政府一直在推動對中國種族滅絕的認定，並希望藉此以真正的、強有力的行動來追究中國的責任，結束中國的種族滅絕。
東突流亡政府還呼籲美國司法部通過美國法典第18卷第1091條 （页面存档备份，存于），以種族滅絕罪起訴中國外交官，特別是中國駐美大使崔天凱，並敦促拜登政府「採取更積極的方式解決東突厥斯坦問題」，抵制2022年北京冬奧會，與東突流亡政府會面，就像川普政府會見西藏流亡政府一樣。

### 東突厥斯坦獨立運動
東突流亡政府積極呼籲美國和全球其他國家的政府和組織承認東突厥斯坦是一個被佔領的國家。該委員會還譴責使用漢語詞彙「新疆」來指代維吾爾族和突厥人的家園東突厥斯坦。

## 参見
- 東突厥斯坦
- 东突厥斯坦独立运动
- 東突厥斯坦伊斯蘭共和國
- 東突厥斯坦共和國
- 世界維吾爾代表大會
- 新疆省 (中華民國)

## 外部連結
- 東突厥斯坦流亡政府官方網站 （页面存档备份，存于）
- 東突厥斯坦流亡政府Twitter賬號 （页面存档备份，存于）